# Грб Џибутија
Грб Џибутија је званични хералдички симбол афричке државе Републике Џибути. Грб је усвојен 27. јуна 1977. године, пошто је земља стекла независност од Француске.

## Опис
Амблем окружују ловорове гранчице. Унутар њих се налази вертикално положено копље, испред којег стоји штит. Испод штита се пружају две руке од којих свака држи мачету. Руке симболизују две најбројније етничке групе у Џибутију, Афаре и Исе. На врху копља налази се црвена звезда, која симболизује јединство између Афара и Иса.